# 菅豊
菅 豊（すが ゆたか、1963年10月 - ）は、日本の民俗学者。東京大学東洋文化研究所教授。長崎県長崎市出身。日本と中国をフィールドに、地域社会における自然資源や文化資源の利用や管理のあり方、コモンズ、無形文化遺産の管理手法、伝統文化（錦鯉）のトランス・ナショナリズム、ヴァナキュラー文化などについて民俗学の方面から研究。また、日本におけるパブリック・フォークロア（公共民俗学、「新しい野の学問」）やパブリック・ヒストリーに関する理論的研究も行ってきた。

## 来歴
長崎県長崎市に生まれる。長崎県立長崎北高等学校を経て、1986年筑波大学第一学群人文学類を卒業した。引き続き筑波大学大学院博士課程歴史・人類学研究科に進み、1991年に中退した。
国立歴史民俗博物館民俗研究部助手（1991年 - 1996年）、北海道大学文学部助教授（1996年 - 1999年）、東京大学東洋文化研究所で助教授・准教授（1999年 - 2007年）を経て、2007年より教授に就任した。2018年より東京大学大学院情報学環・学際情報学府教授（東京大学東洋文化研究所教授兼任）となり、2021年より再び東京大学東洋文化研究所教授専任となる。
この間、1998年に「日本におけるサケ民俗の形成 民間宗教者の関与を中心として」で博士（文学）の学位を取得した
そのほか、中央民族大学民族学與社会学学院客員教授（中国）、大連外国語大学日本研究院客員教授（中国）、ハーバード燕京研究所Visiting Scholar（米国）、復旦大学芸術人類学與民間文学研究中心特約研究員（中国）、山東大学文化遺産研究院流動崗教授（中国）、山東大学主辦《民俗研究》編輯委員会編輯委員（中国） 、日本学術会議連携会員（2014年 - 2020年）などを歴任した。

## 受賞歴
- 1993年10月 第13回日本民俗学会研究奨励賞受賞
- 2020年3月 新潟県小千谷市 小千谷市褒賞

## 著作

### 単著
- 菅豊『修験がつくる民俗史 ―鮭をめぐる儀礼と信仰』吉川弘文館、2000年（オンデマンド版　2024年、ISBN 978-4-64277360-7）
- 菅豊『川は誰のものか ―人と環境の民俗学』吉川弘文館、2006年 ISBN 978-4-64205605-2
- 菅豊『「新しい野の学問」の時代へ ―知識生産と社会実践をつなぐために』岩波書店、2013年
- 菅豊『河川的帰属―人與環境的民俗学』中西書局、郭海紅（訳）、2020年
- 菅豊『鷹将軍と鶴の味噌汁―江戸の鳥の美食学』講談社、2021年

### 共著
- 『日本の民俗2 ―山と川』（湯川洋司、福澤昭司と共著）吉川弘文館、2008年 ISBN 978-4-64207869-6
- 『「二〇世紀民俗学」を乗り越える ―私たちは福田アジオとの討論から何を学ぶか?』（福田アジオ、塚原伸治と共著）岩田書院、2012年
- 『土偶を読むを読む』 文学通信、2023年

### 単編著
- 『人と動物の日本史3 ―動物と現代社会』吉川弘文館、2009年　ISBN 978-4-64206277-0

### 共編著
- 『ローカル・コモンズの可能性 ―自治と環境の新たな関係』（三俣学、井上真と共編）ミネルヴァ書房、2010年
- 『民俗学の可能性を拓く ―「野の学問」とアカデミズム』（岩本通弥、中村淳と共編）青弓社、2012年
- 『パブリック・ヒストリー入門―開かれた歴史学への挑戦』（北條勝貴と共編）勉誠出版、2019年